# 第27回全日本吹奏楽コンクール課題曲
第27回全日本吹奏楽コンクール課題曲は、「全日本吹奏楽コンクール」の第27回（1979年）大会課題曲のことである。この記事では、この年の課題曲全般について、および個々の楽曲の詳細情報について記す。

## 全般的な傾向・背景など
この年の課題曲は前後の年に比べて1曲多く、5曲であった。うち3曲が連盟委嘱作品であった。

## (A)フェリスタス
青木進が公募に応じて作曲し、入選したもの。なお、この作曲者の他の作曲作品は明らかにされていない。
ファンファーレに続いてアルト・サクソフォーンで奏される下降音階風の旋律が、さまざまに曲想を変えながら変奏される。曲の大半が短調の曲想で進みながら、最後に長調に転じるというドラマ性を持っている。最後の部分でストラヴィンスキー「火の鳥」の終曲の影響を見いだす人も多い。
「フェリスタス」は、ラテン語で幸福・喜びを意味する。

## (B)プレリュード
連盟委嘱により浦田健次郎が作曲した。
ティンパニの長いカデンツァで曲が始まる（スティックの持ち替えも伴う）のが、この曲の大きな特徴の一つでもある。

## (C)幻想曲「幼い日の想い出」
連盟委嘱により藤田玄播が作曲した。
急・緩・急の三部形式からなる。急の部分では「ずいずいずっころばし」の主題が、細切れに楽器法や表情を変えながら、バンド内に引き継がれ奏される。対照的に中間部は、懐かしさを漂わせる旋律が奏される。

## (D)行進曲「青春は限りなく」
連盟委嘱により奥村一が作曲した行進曲。4分の2拍子による行進曲である。

## (E)行進曲「朝をたたえて」
朝日新聞社（全日本吹奏楽連盟ではない）の公募により山本信一が作曲した作品を、湯山昭が補作、岩河三郎が編曲したもの。
4分の4拍子による行進曲である。

### 入選行進曲の初演の詳細
初演は1979年1月25日。入選行進曲発表演奏会と題して、大阪のフェスティバルホールで朝比奈隆／大阪フィルハーモニー交響楽団、大阪フィルハーモニー合唱団により、入選行進曲の初演が行われた。合唱部分は　繰り返し1「ひーろがる。ひろがる。。。。」、繰り返し2「かーがやく。かがやく」、繰り返し3「うーたおう。歌おう。。。。」の歌詞の繰り返しを3回を経て、オーケストラによるコーダで終わる。初演の演奏時間は合唱の繰り返しを含むので約6分30秒を要した。
本コンサートでは続けてワーグナー／楽劇「ニュルンベルクのマイスタージンガー」前奏曲が演奏され、休憩を挟んでドボルザーク／交響曲第9番「新世界」が演奏された。
この初演は、朝日新聞による応募葉書で無料で初演演奏会を聴くことが可能であった。